# Thomas Lilti
Thomas Lilti (30 maggio 1976) è un regista e sceneggiatore francese.

## Biografia
Appassionato di cinema dalla giovinezza, sceglie di intraprendere la carriera medica. Dal 1999 al 2004 è autore di tre cortometraggi. Nel gennaio 2008 esce Les Yeux Bandés, di cui è anche co-sceneggiatore, prodotto dalla Sombrero Films di Alain Benguigui e Thomas Verhaeghe, che avevano già prodotto i suoi cortometraggi.
Maggior riscontro ottiene il successivo Ippocrate del 2014, che ha ricevuto sette candidature ai Premi César 2015, in cui un giovane medico si confronta con la durezza del tirocinio, con le paure e i dubbi suoi e dei suoi pazienti. Nel 2016 esce Il medico di campagna, con François Cluzet e Marianne Denicourt. È anche co-sceneggiatore della serie tv Summer Dreams e di Télé Gaucho di Michel Leclerc.

## Filmografia

### Regista

#### Cinema
- Les Yeux bandés (2007)
- Ippocrate (Hippocrate) (2014)
- Il medico di campagna (Médecin de campagne) (2016)
- Il primo anno (Première Année) (2018)
- Guida pratica per insegnanti (Un métier sérieux) (2023)

#### Televisione
- Ippocrate - Specializzandi in corsia (Hippocrate) – serie TV, 22 episodi (2018-2024)